# Star Wars Battlefront (datorspel 2015)
Star Wars Battlefront är ett  actionspel utvecklat av DICE, och Electronic Arts som förlag. Det släpptes i Nordamerika den 17 november 2015 och i Storbritannien den 20 november samma år. Spelet släpptes till Microsoft Windows, Playstation 4 och Xbox One. och är det femte i serien Star Wars: Battlefront.
En trailer släpptes den 10 juni 2014 under E3.

## Spelupplägg
Star Wars Battlefront är ett actionspel som spelas i antingen förstaperson- eller tredjepersonsperspektiv. Spelet utspelas på planeter från de ursprungliga Star Wars-trilogin som till exempel Endor, Hoth, Tatooine, Sullust och den nya planeten Jakku. För att navigera kan spelaren använda både luft- och markfordon som bland annat speederbikes och AT-ATs. Striderna är planetbaserad, begränsar spelarna att utforska rymden. Spelarens vapen, utrustning och egenskaper går att anpassa. Nya vapen kas låsas upp, spelaren har även egenskaper som man kan dela med sig till sin medspelare. Battlefront har ingen visirlinje men spelaren kan zooma in för bättre noggrannhet.
Spelet låter spelaren att spela som antingen som soldat i Rebellalliansen eller Stormtrooper och styra figurer från filmerna som bland annat Darth Vader, Luke Skywalker, Boba Fett, Leia Organa och Han Solo.Icke-spebara figurer som C-3PO medverkar. Spelet inkluderar ett Kooperativt spelarläge som kan spelas offline, men exluderar ett kampanjläge. Spelaren kan slutföra uppdragen ensam tillsammans med botar eller med andra spelare, spelet stöder delad skärm i konsolversionerna. Spelets spelarläge i online multiplayer tar upp till 40 spelare i en match och har 15 kartor. Dessa kartor har fem planeter från Star Wars-universumet: Hoth, Tatooine, Endor, Sullust och Jakku.

## Mottagande
Efter spelets framträdande på Tokyo Game Show 2015 tilldelades det priset Japan Game Awards i kategorin bästa kommande datorspel.
Spelet fick blandade recensioner från spelkritiker enligt webbplatsen Metacritic.